# Peronosporales
Peronosporales é uma ordem de protistas de aspecto fungoide pertencentes à classe Oomycetes.